# Фіона Мурта
Фіона Мурта (англ. Fiona Murtag, нар. 11 липня 1995) — ірландська веслувальниця, бронзова призерка Олімпійських ігор 2020 року.

## Виступи на Олімпіадах
| Олімпіада  | Дисципліна | Місце |
| ---------- | ---------- | ----- |
| Токіо 2020 | четвірки   | 3     |
| Париж 2024 | двійки     | 8     |

## Зовнішні посилання
- Фіона Мурта [Архівовано 27 липня 2021 у Wayback Machine.] на сайті FISA.